# Municipio de Deerwood (condado de Crow Wing)
El municipio de Deerwood (en inglés: Deerwood Township) es un municipio ubicado en el condado de Crow Wing en el estado estadounidense de Minnesota. En el año 2010 tenía una población de 1306 habitantes y una densidad poblacional de 15,06 personas por km².

## Geografía
El municipio de Deerwood se encuentra ubicado en las coordenadas 46°27′50″N 93°52′13″O / 46.46389, -93.87028. Según la Oficina del Censo de los Estados Unidos, el municipio tiene una superficie total de 86.7 km², de la cual 73,93 km² corresponden a tierra firme y (14,73 %) 12,77 km² es agua.

## Demografía
Según el censo de 2010, había 1306 personas residiendo en el municipio de Deerwood. La densidad de población era de 15,06 hab./km². De los 1306 habitantes, el municipio de Deerwood estaba compuesto por el 97,55 % blancos, el 0,08 % eran afroamericanos, el 0,46 % eran amerindios, el 0,69 % eran asiáticos, el 0,15 % eran de otras razas y el 1,07 % eran de una mezcla de razas. Del total de la población el 0,69 % eran hispanos o latinos de cualquier raza.